# Creaca (gmina)
Creaca – gmina w Rumunii, w okręgu Sălaj. Obejmuje miejscowości Borza, Brebi, Brusturi, Ciglean, Creaca, Jac, Lupoaia, Prodănești i Viile Jacului. W 2011 roku liczyła 2803 mieszkańców.